# Stanisław Niewczyk
Stanisław Niewczyk (ur. 27 sierpnia 1890 w Poznaniu, zm. 26 lipca 1969 tamże) – polski artysta lutnik, współzałożyciel Stowarzyszenia Polskich Artystów Lutników.

## Życiorys
Urodził się 27 sierpnia 1890 r. w Poznaniu. Był synem Franciszka Niewczyka, który zakład lutniczy założył w 1885 r. w Poznaniu, a od 1907 r. posiadał Pierwszą Krajową Fabrykę Instrumentów Muzycznych we Lwowie przy ul. Gródeckiej. Egzamin czeladniczy zdał we Lwowie i w firmie swego ojca pracował do 1922 r. 
W tym roku przeprowadził się do Bydgoszczy, a w 1925 r. zdał egzamin mistrzowski w Poznaniu. W latach 1922–1935 był szefem filii fabryki w Bydgoszczy, posiadając zakład przy ul. Gdańskiej 46. Od 1935 r., prowadził pracownie w Poznaniu, a od 1938 r. zamieszkał na stałe w tym mieście. W czasie II wojny światowej za działalność konspiracyjną przez siedem tygodni był więziony przez poznańskie gestapo.
Uchodził za jednego z najwybitniejszych lutników polskich. W jego warsztacie wytwarzano instrumenty dęte blaszane i drewniane, serbskie instrumenty szarpane, opracowane na podstawie katalogu oraz gitary, mandoliny, bałałajki. Specjalnością zakładu były instrumenty smyczkowe, a przede wszystkim skrzypce. Prowadził też naprawę i korekcję wszelkich instrumentów muzycznych oraz stroił fortepiany. Na Powszechnej Wystawie Krajowej w 1929 r. w Poznaniu za swoje prace otrzymał srebrny medal, a w latach 1949 i 1950 na Międzynarodowych Targach Poznańskich złote medale. W Muzeum Narodowym w Poznaniu w 1949 r. wystawił skrzypce z 1928 r., a na wystawie „Skrzypce w Polsce” w 1952 r. pokazał dwa okazy skrzypiec z 1933 i 1952 r. Udzielał się społecznie: był wieloletnim Starszym Cechu w Poznaniu, przewodniczącym Komisji Egzaminacyjnej dla mistrzów, jednym z inicjatorów powstania Stowarzyszenia Polskich Artystów Lutników w 1954 r. 
Był także nauczycielem wielu lutników. W jego bydgoskiej pracowni naukę ukończyło około 12 czeladników. W tym fachu wykształcił także swoich synów: Jana Mariana (ur. 1924) i Stefana (ur. 1925) oraz wnuka (Benedykt, syn Stefana). 
Zmarł 26 lipca 1969 r. w Poznaniu. Został pochowany na cmentarzu Górczyńskim (kwatera IIP-26-34).